# Chặng đua MotoGP Pháp 2020
Chặng đua MotoGP Pháp 2020 (tên chính thức 2020 SHARK Helmets Grand Prix de France) là chặng đua thứ 9 của mùa giải MotoGP 2020. Chặng đua được tổ chức ở trường đua Bugatti Circuit, Pháp từ ngày 09 đến 11 tháng 10 năm 2020. Người chiến thắng là Danilo Petrucci đội đua Ducati.

## Diễn biến chính
Người giành pole là Fabio Quartararo. Tuy nhiên tay đua nước chủ nhà đã có một chặng đua không tốt, chỉ về đích ở vị trí thứ 9.
Chặng đua diễn ra dưới trời mưa, Danilo Petrucci vượt lên dẫn đầu ngay từ vòng 1 và đã giành được chiến thắng đầu tiên trong mùa giải. Hai tay đua bám đuổi Petrucci ở nửa đầu cuộc đua là Andrea Dovizioso và Jack Miller. Nhưng Miller đã để ngã xe ở vòng 20. Trong khi Dovizioso cũng bị mất tốc độ ở những vòng cuối nên bị đẩy khỏi podium.
Alex Marquez có một cuộc đua xuất sắc, từ vị trí xuất phát thứ 18 đã về thứ hai. Đây là podium MotoGP đầu tiên trong sự nghiệp của Alex Marquez, cũng là podium đầu tiên trong mùa giải 2020 của đội đua Repsol Honda. Tay đua còn lại lên podium là Pol Espargaro.
Trên bảng xếp hạng tổng, Quartararo vẫn dẫn đầu với 115 điểm.

## Kết quả
| Stt                         | Số xe | Tay đua           | Xe      | Lap | Thời gian       | Xuất phát | Điểm |
| --------------------------- | ----- | ----------------- | ------- | --- | --------------- | --------- | ---- |
| 1                           | 9     | Danilo Petrucci   | Ducati  | 26  | 45:54.736       | 3         | 25   |
| 2                           | 73    | Álex Márquez      | Honda   | 26  | +1.273          | 18        | 20   |
| 3                           | 44    | Pol Espargaró     | KTM     | 26  | +1.711          | 8         | 16   |
| 4                           | 4     | Andrea Dovizioso  | Ducati  | 26  | +3.911          | 6         | 13   |
| 5                           | 5     | Johann Zarco      | Ducati  | 26  | +4.310          | 9         | 11   |
| 6                           | 88    | Miguel Oliveira   | KTM     | 26  | +4.466          | 12        | 10   |
| 7                           | 30    | Takaaki Nakagami  | Honda   | 26  | +5.921          | 13        | 9    |
| 8                           | 6     | Stefan Bradl      | Honda   | 26  | +15.597         | 21        | 8    |
| 9                           | 20    | Fabio Quartararo  | Yamaha  | 26  | +16.687         | 1         | 7    |
| 10                          | 12    | Maverick Viñales  | Yamaha  | 26  | +16.895         | 5         | 6    |
| 11                          | 36    | Joan Mir          | Suzuki  | 26  | +16.980         | 14        | 5    |
| 12                          | 33    | Brad Binder       | KTM     | 26  | +27.321         | 17        | 4    |
| 13                          | 63    | Francesco Bagnaia | Ducati  | 26  | +33.351         | 7         | 3    |
| 14                          | 41    | Aleix Espargaró   | Aprilia | 26  | +39.176         | 15        | 2    |
| 15                          | 27    | Iker Lecuona      | KTM     | 26  | +51.087         | 20        | 1    |
| NC1                         | 42    | Álex Rins         | Suzuki  | 26  | +1:14.190       | 16        |      |
| Ret                         | 43    | Jack Miller       | Ducati  | 19  | Engine          | 2         |      |
| Ret                         | 21    | Franco Morbidelli | Yamaha  | 18  | Accident Damage | 11        |      |
| Ret                         | 35    | Cal Crutchlow     | Honda   | 17  | Accident        | 4         |      |
| Ret                         | 53    | Esteve Rabat      | Ducati  | 14  | Accident Damage | 22        |      |
| Ret                         | 38    | Bradley Smith     | Aprilia | 8   | Accident        | 19        |      |
| Ret                         | 46    | Valentino Rossi   | Yamaha  | 0   | Accident        | 10        |      |
| OFFICIAL MOTOGP RACE REPORT |       |                   |         |     |                 |           |      |

Nguồn: Trang chủ MotoGP

## Bảng xếp hạng tổng sau chặng đua
|   | Stt | Tay đua          | Điểm |
| - | --- | ---------------- | ---- |
|   | 1   | Fabio Quartararo | 115  |
|   | 2   | Joan Mir         | 105  |
| 1 | 3   | Andrea Dovizioso | 97   |
| 1 | 4   | Maverick Viñales | 96   |
| 2 | 5   | Takaaki Nakagami | 81   |

|   | Stt | Xưởng đua | Điểm |
| - | --- | --------- | ---- |
|   | 1   | Yamaha    | 170  |
|   | 2   | Ducati    | 151  |
| 1 | 3   | KTM       | 125  |
| 1 | 4   | Suzuki    | 118  |
|   | 5   | Honda     | 92   |

|   | Stt | Đội đua                      | Điểm |
| - | --- | ---------------------------- | ---- |
|   | 1   | Petronas Yamaha SRT          | 192  |
|   | 2   | Team Suzuki Ecstar           | 165  |
| 1 | 3   | Ducati Team                  | 161  |
| 1 | 4   | Monster Energy Yamaha MotoGP | 154  |
| 1 | 5   | Red Bull KTM Factory Racing  | 135  |